# Кадайський Андрій Олександрович
Андрій Олександрович Кадайський  (13 серпня 1876, с. Грушка, нині Тлумацький район, Івано-Франківська область — 6 лютого 1929, Чернівці) — український військовий діяч, начальний інтендант Української Галицької Армії (УГА).

## Біографія
Народився у селі Грушка в родині греко-католицького священика Олександра Кадайського та Анастасії (уродженої Стефанович).
У 1889—1893 роках навчався в Академічній гімназії у Львові, згодом — у вчительських семінаріях Станиславова (1893—1894) та Чернівців (1894—1897), де у липні 1897 року склав матуральні іспити.
Після закінчення семінарії розпочав військову службу в австро-угорській армії як однорічний доброволець. З жовтня 1899 року проходив службу як аспірант харчового забезпечення 95-го Галицько-Буковинського піхотного полку. Надалі працював у службі військового постачання у Львові, Відні та Тарнові. У 1912 році переведений до Чернівців. Закінчив адміністративні курси у Військовій академії у Відні.
На серпень 1914 року — старший офіціал військового харчового забезпечення (ранг, прирівняний до капітана) на складі військового провіанту в Чернівцях. Керував корпусним провіантним складом у Коломиї.
З березня 1915 року очолював кавалерійську колону харчового забезпечення № 4. У 1917 році пожертвував кошти на підтримку українських шкіл на Волині.
Після розпаду Австро-Угорщини вступив до лав української армії як сотник-інтендант УГА при Державному секретаріаті військових справ (ДСВС). З 1 березня 1919 рокуобіймав посаду отамана інтендатури при Державному секретаріаті військових справ ЗУНР. У червні 1919 року, під час Чортківської офензиви, належав до старшин, закріплених за Диктатором ЗОУНР; працював у військовому економічно-адміністративному відділі як отаман-інтендант харчових справ. Під час переходу УГА на Наддніпрянщину обороняв міст через річку Збруч біля села Окопи (нині Чортківський район, Тернопільська область).
Улітку 1919 року очолив інтендатуру УГА на Великій Україні, де організував постачання армії в умовах браку фінансування. Продовжував службу у структурі постачання до початку 1920 року, коли після реорганізації УГА у Червону Українську Галицьку Армію очолив Головну інтендатуру колишньої Начальної команди Галицької армії з осідком у Балті (нині Одеська область). У квітні того ж року командував Запасним кошем інтендатури НКГА. Після поразки визвольних змагань залишався в Одесі на нелегальному становищі.
Помер 6 лютого 1929 року в Чернівцях. Похований на Руському цвинтарі.

## Нагороди
- Золотий хрест заслуги з короною на стрічці медалі «За мужність» (03.1915)
- Лицарський хрест ордена Франца-Йосифа І з правом носіння військової відзнаки (05.1916)
- Військовий хрест Карла
- Пропам'ятний хрест 1912–13 років
- Бронзова пропам'ятна медаль для Збройних сил.